# Jimmy Kruger
Jimmy Kruger (Bethlehem, Oranje Vrijstaat, 20 december 1917 - Irene, Transvaal, 9 mei 1987) was een Zuid-Afrikaanse politicus en van 1974 tot 1979 minister van Justitie en Politie in het kabinet van John Vorster. Ook was hij tussen 1979 en 1980 president van de Zuid-Afrikaanse Senaat.

## Levensloop
Kruger werd geboren in Bethlehem (provincie Oranje Vrijstaat, Unie van Zuid-Afrika) uit Welshe ouders en werd geadopteerd door een Zuid-Afrikaans koppel. Tijdens zijn lidmaatschap van de Nasionale Party was hij verantwoordelijk voor de verbanning van Steve Biko, de leider van de Zwarte bewustzijnsbeweging. Toen Biko in 1977 tijdens zijn gevangenschap overleed, was de reactie van Kruger: "Dit laat mij koud."
Aanvankelijk hield Kruger vol dat Biko was overleden aan de gevolgen van een hongerstaking. Dit werd echter tegengesproken door Donald Woods, een blanke liberale journalist en een persoonlijke vriend van Biko. Door de druk van Woods begon Kruger later zijn eerdere stellingen te veranderen, maar desondanks hield hij wel vol dat Biko toestemming had gegeven voor het verspreiden van pamfletten waarin hij vroeg om bloed en lichamen in de straten.
Onder druk van de internationale gemeenschap begon de Zuid-Afrikaanse regering een onderzoek naar de dood van Biko. De rechter die de zaak behandelde was van oordeel dat Biko was gestorven door hoofdletsel. Dit betekende het einde van Krugers carrière. De regering was van mening dat Krugers optreden het land in verlegenheid had gebracht en drong erop aan dat hij terugtrad. Kruger raakte niet alleen zijn post als minister, maar ook zijn lidmaatschap van de partij kwijt. Na zijn vertrek was hij niet meer politiek actief.

## Kruger in films
Kruger kwam in diverse films voor: 
- In de film Cry Freedom  (1987), werd Kruger door John Thaw vertolkt.
- In de film Goodbye Bafana (2007), werd Kruger door Norman Anstey vertolkt.

- Library of Congress Control Number: no94022791
- Virtual International Authority File: 51266277
- WorldCat: E39PBJwX98VDdkKPvy7fRDryVC